# Mazouna
Mazouna är en ort i Algeriet.   Den ligger i provinsen Relizane, i den norra delen av landet, 200 km väster om huvudstaden Alger. Mazouna ligger 342 meter över havet och antalet invånare är 22 366.
Terrängen runt Mazouna är kuperad söderut, men norrut är den platt. Runt Mazouna är det ganska tätbefolkat, med 139 invånare per kvadratkilometer. Närmaste större samhälle är Oued Rhiou, 18,0 km söder om Mazouna. Trakten runt Mazouna består till största delen av jordbruksmark.